# Moondance Alexander
Pour plus de détails, voir Fiche technique et Distribution.
Moondance Alexander est un film américain réalisé par Michael Damian, sorti en 2007.

## Synopsis
Adolescente fougueuse, Moondance Alexander vit seule avec une mère excentrique. Alors qu'elle se prépare à vivre un nouvel été morne et sans surprises, elle découvre un poney, baptisé Checkers, qui s'est échappé de son enclos. Moondance décide de rendre à son propriétaire, Dante Longpre, un homme bourru et mystérieux. Persuadée que l'animal est un champion, elle tente de convaincre Dante de la laisser s'occuper de lui...

## Fiche technique
- Titre : Moondance Alexander
- Réalisation : Michael Damian
- Scénario : Janeen Damian et Michael Damian
- Musique : Mark Thomas
- Photographie : Julien Eudes
- Montage : Avril Beukes et Bridget Durnford
- Décors : Jim Murray
- Costumes : Carol Case
- Pays d'origine : États-Unis
- Format : Couleurs - 1,85:1 - 35 mm
- Genre : Drame
- Durée : 94 minutes
- Date de sortie : 2007

## Distribution
- Kay Panabaker : Moondance
- Don Johnson (VF : Patrick Poivey) : Dante
- Lori Loughlin : Gelsey
- James Best : McClancy
- Sasha Cohen : Fiona Hughes
- Whitney Sloan : Megan Montgomery
- Joe Norman Shaw : Ben Wilson
- MiMi Gianopoulos : Bella
- Aedan Tomney : Josh Wilson
- Landon Liboiron : Freddie
- Greg Lawson : Miles
- Julia Maxwell : Rachel
- Brian Gromoff : Judge Tyler
- Jemma Blackwell : Judge Harvey
- Kirk Heuser : Announcer
- Tom Carey : Tom Wyman
- Tanya Dixon : Shannon McGinnis
- Chanel Sponchia : Sara
- Heather Seagrave : Aubry
- Joyce Doolittle : Rose